# 진화론적 폭로
진화론적 폭로는 인간(모든 유기체 와 마찬가지로)이 진화적 기원을 가지고 있기 때문에 인간이 고안한 윤리와 도덕의 원칙이 무효하고 객관적인 지식으로 간주될 수 없다는 철학적 주장이다. 그러한 주장의 지지자들은 그들이 윤리적 실재론, 도덕적 실재론 및 유신론을 논박하거나 적어도 의심한다고 주장한다. 그러나 비판자들은 이러한 주장 자체가 타당하지 않다고 주장해 왔다.